# Jakobstraße 20 (Weimar)

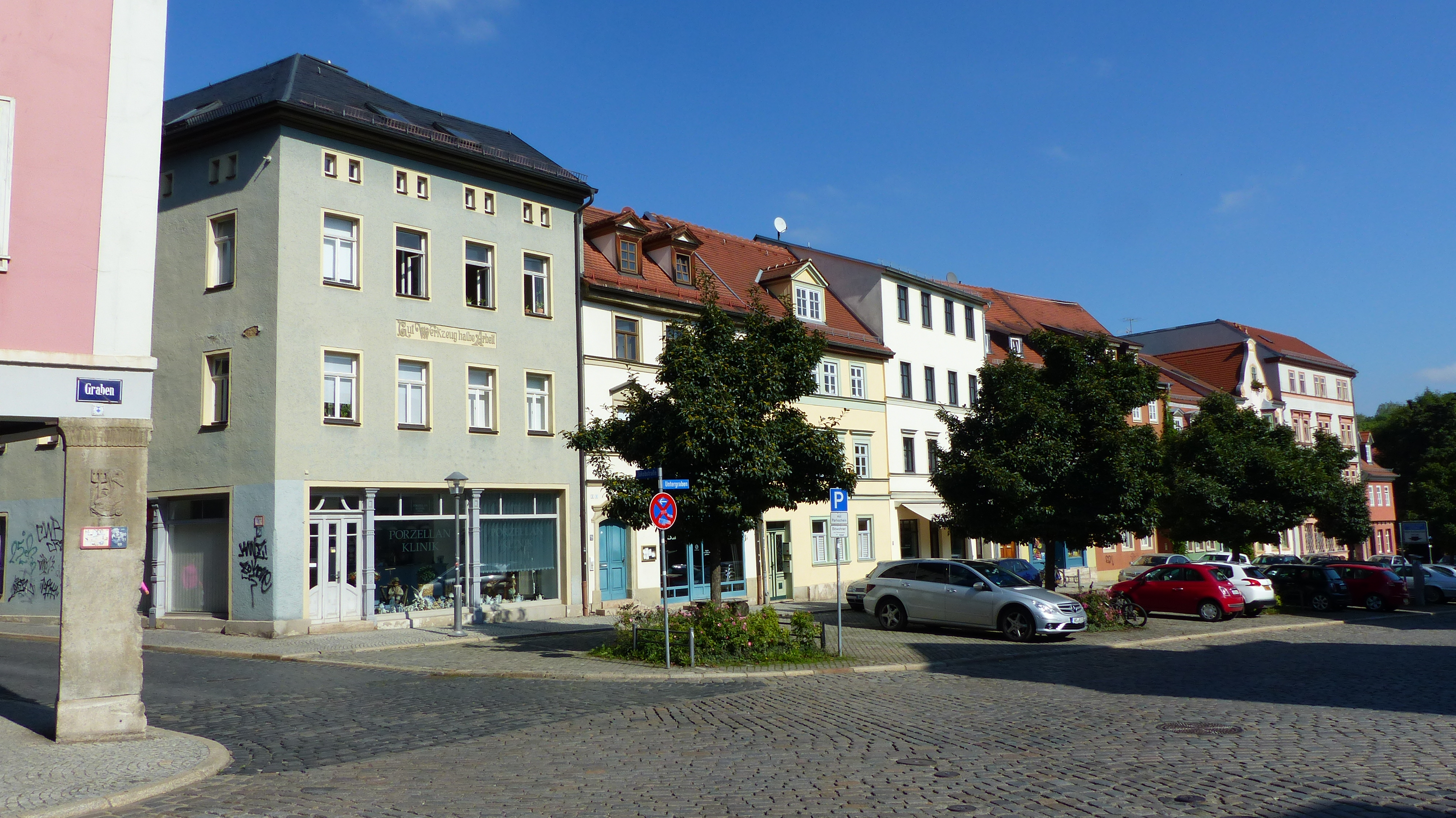
Untergraben Weimar

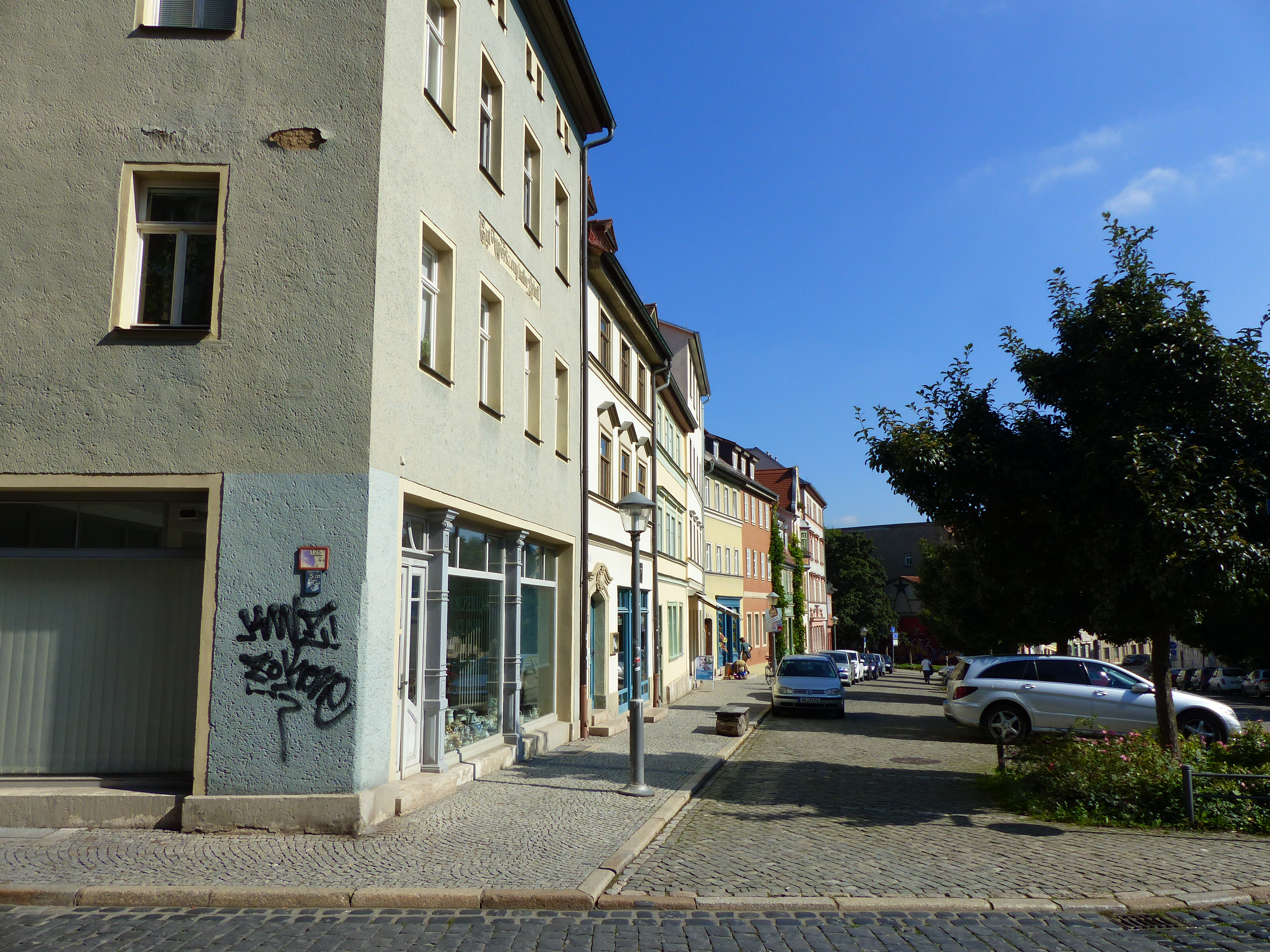
Jakobstraße 20

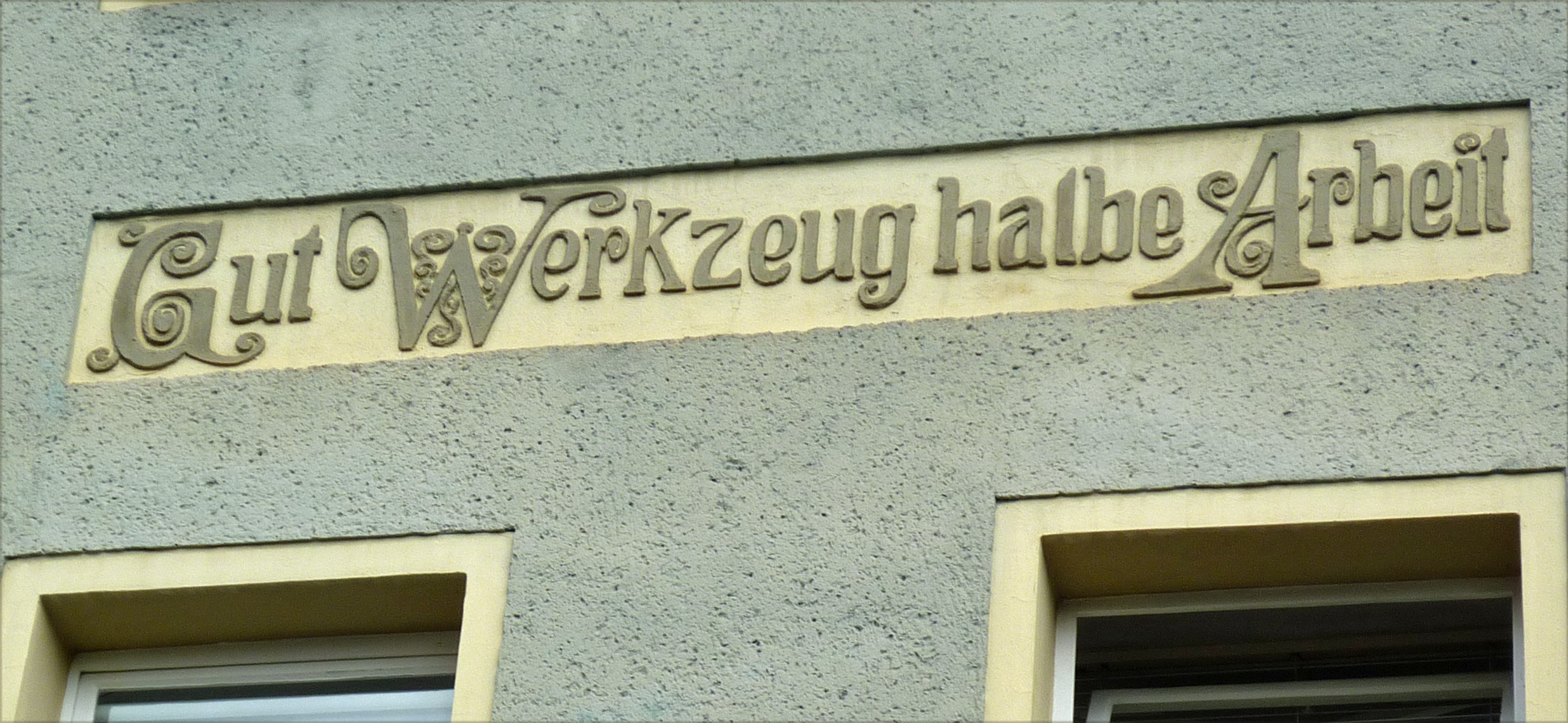
Jakobsstraße 20 (Detail)

Das Haus Jakobsstraße 20 in Weimar liegt neben dem barocken Haus Untergraben 1 an der Kreuzung Jakobsstraße/Untergraben. Hier hatte sich etwa das äußere Jakobstor befunden. Zusammen mit Haus Graben 47 wirkt es an diesem Abschnitt der Jakobstraße  prägend auf das Straßenbild.
Dieses mehrgeschossige Haus ist um die Jahrhundertwende zum 20. Jahrhundert entstanden und war die Eisenwarenhandlung von Albert Kirchner. Davon hat sich auch eine Zeichnung erhalten. Gegründet wurde das Geschäft am 13. Februar 1902.
Es wurden hier spätestens seit Anfang der 1920er Jahre auch Küchengeräte gehandelt.
Auf der Fassade auf der Seite zum Graben bzw. Untergraben befindet sich das gut lesbare ungarische Sprichwort Gut Werkzeug halbe Arbeit.
Hinweis: Oft wird fälschlich dieses Gebäude als Untergraben 1 bezeichnet!
Die gesamte Jakobstraße steht unter Denkmalschutz.